# Intensiv och extensiv storhet
Fysikaliska egenskaper hos material och system kan ofta kategoriseras som antingen intensiva eller extensiva kvantiteter, beroende på hur egenskapen ändras med storleken (eller utsträckningen) genom systemförändringar. Enligt IUPAC, är en intensiv storhet oberoende av systemets storlek. En extensiv storhet kännetecknas av att dess storlek är additiv för delar av systemet.
En intensiv egenskap är en egenskap hos en större mängd material, vilket innebär att det är en fysikalisk egenskap hos ett system som inte är beroende av systemets storlek eller den precisa mängden material i systemet. Exempel på intensiva egenskaper är temperatur, brytningsindex, densitet och hårdhet hos ett objekt. När en diamant klyvs, kommer delarna att bevara hårdheten (tills deras storlek når en tjocklek av ett fåtal atomer), varför hårdheten är oberoende av systemets storlek.
Däremot, är en extensiv egenskap en additiv egenskap hos undersystemen, vilket innebär att systemet kan delas in i ett godtyckligt antal delsystem och den extensiva egenskapen mätt för varje delsystem kan summeras till värdet för hela systemet. Till exempel är både massan m och volymen V hos en diamant som klyvs, direkt proportionell mot mängden som finns kvar efter klyvningen. Massa och volym är extensiva egenskaper men hårdheten är en intensiv egenskap.